# Línguas tamang
As línguas tamang são uma família da línguas tibeto-birmanesas falada na região Himalaia do Nepal.

## Classificação
As tamang são classificadas por Bradley's (1997) "Bodish" and Van Driem's (2001) junto som as línguas bodo as línguas himalaias ocidentais como sendo da sub-família das línguas tibeto-kanauri.

## Línguas do grupo
As línguas do grupo tamang são a língua tamang (duas variantes diversas, com cerca de um milhão de falantes); a gurung (três variants com baixa inteligibilidade); a thakali (inclui o dialeto seke da etnia tamang); as bem relacionadas e aproximadas manang(ba), gyasumdo e a nar-phu ('Narpa’ ou 'Nar-Phu’); a chantyal; a ainda não descrita kaike; a supostamente pertencente ao grupo, a língua ghale falada pelo povo ghale (tamangs étnicos).